# Udala
Udala là một thị xã và là nơi đặt ủy ban khu vực quy hoạch (notified area committee) của quận Mayurbhanj thuộc bang Orissa, Ấn Độ.

## Địa lý
Udala có vị trí 21°34′B 86°34′Đ / 21,57°B 86,57°Đ Nó có độ cao trung bình là 57 mét (187 feet).

## Nhân khẩu
Theo điều tra dân số năm 2001 của Ấn Độ, Udala có dân số 11.712 người. Phái nam chiếm 52% tổng số dân và phái nữ chiếm 48%. Udala có tỷ lệ 74% biết đọc biết viết, cao hơn tỷ lệ trung bình toàn quốc là 59,5%: tỷ lệ cho phái nam là 79%, và tỷ lệ cho phái nữ là 69%. Tại Udala, 11% dân số nhỏ hơn 6 tuổi.